# Puerto de Calcuta
El Puerto de Calcuta (en bengalí: কলকাতা বন্দর) es un puerto fluvial en la ciudad de Calcuta, India, que se encuentra a 203 kilómetros del mar, a orillas de la ciudad del mismo nombre. Es el puerto más antiguo que opera en la India, y fue construido por la Compañía Británica de la Indias Orientales. 
El puerto cuenta con dos sistemas de muelle distintos. Muelles en Calcuta y un muelle de aguas profundas en el complejo de Haldia. 
En el siglo XIX fue el puerto más importante en la India británica. Después de la independencia su importancia disminuyó a causa de varios factores, incluyendo la partición de Bengala (1947), la reducción del tamaño de la zona de influencia del puerto y el estancamiento económico en el este de la India.